# Pisa (provins)
 For alternative betydninger, se Pisa (flertydig). (Se også artikler, som begynder med Pisa)
Provinsen Pisa (it. Provincia di Pisa ) er en provins i regionen Toscana i det centrale Italien. Pisa er provinsens hovedby.
Der var 417 827 indbyggere ved folketællingen i 2019.

## Geografi
Provinsen Pisa grænser til:
- i nord og øst mod provinsen Lucca,
- i øst mod provinserne Firenze og Siena ,
- i syd mod provinsen Grosseto
- i vest mod Livorno og Det Liguriske Hav.

## Kommuner
- Bientina
- Buti
- Calci
- Calcinaia
- Capannoli
- Casale Marittimo
- Casciana Terme Lari
- Cascina
- Castelfranco di Sotto
- Castellina Marittima
- Castelnuovo di Val di Cecina
- Chianni
- Crespina Lorenzana
- Fauglia
- Guardistallo
- Lajatico
- Montecatini Val di Cecina
- Montescudaio
- Monteverdi Marittimo
- Montopoli in Val d'Arno
- Orciano Pisano
- Palaia
- Peccioli
- Pisa
- Pomarance
- Ponsacco
- Pontedera
- Riparbella
- San Giuliano Terme
- San Miniato
- Santa Croce sull'Arno
- Santa Luce
- Santa Maria a Monte
- Terricciola
- Vecchiano
- Vicopisano
- Volterra